# Nguyễn Tấn Đạt (Long An)
Nguyễn Tấn Đạt (sinh 1938) là đại biểu Quốc hội Việt Nam khóa X. Ông thuộc đoàn đại biểu Long An.

## Tiểu sử
Tên thường gọi: Nguyễn Tấn Đạt (Nguyễn Văn Định)
Ngày sinh: 20/10/1938
Giới tính: Nam
Dân tộc: Kinh
Tôn giáo: Không
Quê quán: Xã Tân Hòa, huyện Tân Thạnh, Long An
Trình độ chuyên môn: 6/10 Quản lý Nhà nước
Nghề nghiệp, chức vụ: Uỷ viên Ban thường vụ tỉnh uỷ, Chủ tịch HĐND Tỉnh, Trưởng Đoàn ĐBQH chuyên trách tỉnh Long An
Nơi làm việc: Hội đồng nhân dân tỉnh Long An
Nơi ứng cử: Long An
Đại biểu Quốc hội khoá: X
Đại biểu chuyên trách: Địa phương
Đại biểu Hội đồng Nhân dân: Không